# Alejandro Gertz Manero
Alejandro Gertz Manero, né le 31 octobre 1939, est un avocat et homme politique mexicain. Il est à la tête du ministère public général de la République, entité créée en janvier 2019.

## Parcours
Alejandro Gertz Manero est diplômé de l'École libre de droit (Mexico) et docteur en droit de l'université nationale autonome du Mexique (UNAM).
Il est professeur à l'Institut technologique autonome de Mexico (ITAM), à la faculté des sciences politiques et sociales de l'UNAM et à l'université Anáhuac.
Il est coordinateur national de la campagne controversée contre le trafic de stupéfiants en 1976, à travers l'opération Condor, avant de devenir secrétaire général de l'Institut national d'anthropologie et d'histoire, puis procureur fédéral de défense du travail.
A la fin des années 1990, il est secrétaire à la Sécurité publique dans le gouvernement du District fédéral de Mexico, pendant les administrations de Cuauhtémoc Cárdenas et de Rosario Robles.
En 2000, il devient le premier titulaire du secrétariat à la Sécurité publique du Mexique, créé au sein du gouvernement de Vicente Fox, qu'il dirige avec une réputation de fermeté.
En 2009 il est tête de liste du parti Convergence pour les élections législatives (liste fédérale plurinominale).
En novembre 2017, son nom est cité dans l'enquête des Paradise Papers menée par le Consortium international de journalisme d'investigation.
Après avoir brièvement assuré l’intérim du Bureau du procureur général de la République en décembre 2018, il a été choisi par le Sénat pour prendre la tête du ministère public général de la République, entité nouvellement créée,.